# Väversunda
Väversunda är kyrkbyn i Väversunda socken i Vadstena kommun i Östergötlands län. Orten ligger i vid västra stranden av Tåkern.
I orten ligger Väversunda kyrka. Jöns Jacob Berzelius föddes här.